# Verenî, Kameanka-Buzka
Verenî (în ucraineană Верени) este un sat în comuna Jeldeț din raionul Kameanka-Buzka, regiunea Liov, Ucraina.

## Demografie
Componența lingvistică a localității Verenî
     Ucraineană (100%)
Conform recensământului din 2001, toată populația localității Verenî era vorbitoare de ucraineană (100%).